# قائمة ولاة جند فلسطين
هذه قائمة بولاة جند فلسطين

## المنطقة
جند فلسطين هو المنطقة التي تقع في جنوب فلسطين وتحديدًا من قيسارية ونابلس إلى بيت جبرين وغزة، بينما كان النقب ضمن جند دمشق، وجنوب لبنان والقدس وعكا وشمال فلسطين ضمن جند الأردن، لذلك لا ينبغي الخلط بين المسميات الحديثة للمنطقة العربية بعد الحرب العالمية الثانية، وبين أسماء الأجناد في العصور الإسلامية، فمثلًا جند الأردن مختلف تمامًا عن دولة الأردن. يُمكن رؤية التقسيمات في الصورة على اليسار

## الولاة
ولاة جند فلسطين:

### فترة الراشدين
- عمرو بن العاص وعلقمة بن مجزز الكناني (634-639؛ كلفهم الخليفة [[أبو بكر الصديق|أبو بكر]] بالقيادة على [[فلسطين]]) [1]
- علقمة بن مجزز المدلجي الكناني (639-641 أو 644؛ عندما غادر عمرو فلسطين لغزو مصر، ترك علقمة حاكمًا. [1] هناك رواية في التقليد الإسلامي تضع وفاته في عام 641، [2] بينما تقول رواية أخرى أنه كان واليًا عند وفاة الخليفة عمر في عام 644 [3] ووفقًا لإحدى الروايات، جعل عمر علقمة واليًا على نصف فلسطين من مقعده في القدس، بينما عيِّن علقمة بن حكيم الكناني على النصف الآخر من فلسطين من الرملة - ومن المرجح أن يكون المقصود هنا مدينة [[اللد]]. ربما تم هذا التقسيم في أعقاب طاعون عمواس في عام 639. [4] [5] )
- عبد الرحمن بن علقمة الكناني ( ق. 644 أو 646؛ حكم لفترة غير محددة في عهد الخليفة عمر والخليفة عثمان في 644-656) [6]
- معاوية بن أبي سفيان (645 أو 646-661؛ عينه الخليفة عثمان بعد وفاة عبد الرحمن بن علقمة؛ وكان بالفعل واليًا على جند دمشق، وأعطي عثمان الأردن في عهد عمر السلطة على جند حمص ) [7]

### العصر الأموي
- الحارث بن عبد العزدي (673/74-676/77; حكم خلال عهد الخليفة معاوية الأول) [8]
- حسن بن مالك بن بهدال الكلبي (677؟-684، حكم خلال عهد الخليفة معاوية الأول، ابن هذا الأخير وشقيق حسن يزيد الأول  وابنه يزيد معاوية الثاني) [9]
  - روح بن زنباع (680-684 ، عين من قبل حسن بن مالك كمحافظ له نيابة عنه ) [9]
- عبد المالك بن مروان (685-685؛ حكم على والده الخليفة مروان الأول خلفه الأخير كخليفة في وقت لاحق في 685؛[10] كان صعود الخليفة في القدس) [11]
  - روح بن زنباع (685-685؛ شغل منصب نائب حاكم عبد المالك) [12]
- يحيى بن الحكم (حكم لفترة غير محددة في 685-694 من أجل ابن أخيه الخليفة عبد المالك؛ تم العثور على مكتبة على حجر أساسي يرجع تاريخه إلى 692 في سامخ يُسسب له لأعمال طريق في فيق، كلا المكانين في جوند الأردون المجاورة؛ تم العثو على حجر قبره بالقرب من كاتزرين في جوند أوردون) [13][14][15]
- أبان بن مروان (حكم لفترة غير محددة خلال حكم أخيه الخليفة عبد المالك) [16]
- سليمان بن عبد المالك (قبل 705-715؛ حكم لجزء من عهد والده الخليفة عبد المالك والحكم الكامل لأخيه الواليد الأول:[17] استمر في الحكم من فلسطين، إما من راملا أو القدس،[18][19] حتى انتقاله لاحقا إلى جوند قيناسرين)
- نادر بن يريم بن مديكريب بن أبرهة بن السببة (717-720؛ حكم خلال عهد الخليفة عمر الثاني رئيس من النبلاء الهيماري من جوند هيمز) [20]
- سعد بن عبد المالك (فبراير 743 - أبريل 744؛ حكم خلال عهد ابن أخيه الخليفة الواليد الثاني) [21][22]
- يزيد بن سليمان بن عبد المالك (744-744؛ حاكم متمرد مثبت من قبل قوات فلسطين بقيادة سعد ابن راح بن زينبا، الذي طرد عم يزيد سعد بن عبد الملك) [23]
- دبان بن روح بن زنباع (744-745، عين من قبل الخليفة يزيد الثالث بعد استسلام قوات المتمردين في فلسطين) [24]
- ثابيت بن نعيم الجودامي (745-745؛ اختار من قبل قوات فلسطين كمحافظهم وأقسم الولاء إلى الخليفة مروان الثاني قبل التمرد عليه بعد وقت قصير) [25]
- الرماهيس بن عبد العزيز الكيناني (745-750؛ تم تعيينه حاكمًا من قبل مروان الثاني خلال ثورة ثابيت واستمر في منصبه حتى ثورة عباسيين)  [26][ا]

### العصر العباسي
- صالح بن علي (751-753؛ حكم في عهد ابن أخيه الخليفة السفاح ) [28]
- عبد الوهاب بن إبراهيم (–775) [29]
- نصر بن محمد بن الأشعث الخزاعي (777-777؛ حكم في عهد الخليفة المهدي ولكن أعيد تعيينه في السند في نفس العام) [30]
- إبراهيم بن صالح (–780) [29]
- الفضل بن روح بن حاتم المهلبي (–787) [29]
- إبراهيم بن صالح (787–) [29]
- حرثمة بن أعين (–796; [31] مولى قبيلة بني ضبة; [32] أعيد إلى مصر). [31]
- سليمان بن أبي جعفر (809-811؛ عينه ابن أخيه الأكبر الخليفة الأمين ، وشملت ولايته دمشق وحمص)
- بغا الصغير (863–؛ عينه الخليفة المستعين ) [33]

### الفترة الفاطمية
المعلومات المتوفرة عن الإدارة الإقليمية الفاطمية في فلسطين، كما هي الحال بالنسبة للولايات الأخرى في بلاد الشام، شحيحة، وتقتصر إلى حد كبير على الفترة من 1023 إلى 1025، والتي تغطيها القطعة الباقية والناجية من مخطوطات المسبحي (ت. 1029). وليس من الواضح إلى أي درجة كان والي مدينة الرملة عاصمة فلسطين مسؤولًا عن بقية الولاية. فوالي الرملة كان مسؤولًا عن قوة الشرطة المحلية، ولكن القاضي (رئيس المحكمة) في المدينة كان يُعيَّن مباشرةً من محكمة الخليفة الفاطمي، كما كانت تُعيِّن المراجع ( الذمام ) للمدير المالي ( العامل ) في فلسطين، وذلك لتوفير نوع من عدم توزيع السلطات المحلية. وقد سُمي القائد العسكري والذي كان واحدًا على الأقل بـ( متولي حرب ) فلسطين، وهو أنشتكين الدزبري .  كما كان للمدن الأخرى في فلسطين، بما في ذلك القدس، وقيسارية،  وعسقلان، حكامها الخاصون، حيث كان حكام عسقلان في وقت ما يحملون أعلى رتبة من أي حاكم إقليمي في الخلافة الفاطمية.